# Paolo Di Stefano
Paolo Di Stefano, né à Avola en 1956, est un écrivain italien.

## Biographie
Il obtient le prix Viareggio en 2013 pour Giallo d’Avola.

## Œuvres traduites en français
- Baisers à ne pas renouveler [« Baci da non ripetere »], trad. de Daniel Colomar, Genève, Suisse, Éditions Métropolis, 2003, 183 p.  (ISBN 2-88340-135-7)